# Riserva naturale Forra del Cellina
La riserva naturale Forra del Cellina è un'area naturale protetta del Friuli-Venezia Giulia istituita nel 1996.
Occupa una superficie di 304 ha nella provincia di Pordenone ed è gestito dall'ente parco naturale delle Dolomiti Friulane.

## Territorio
La Forra è un grande canyon scavato dal Cellina nel corso dei millenni nelle montagne tra Barcis e Montereale Valcellina.